# Behchoko (Territorios del Noroeste)
Behchokǫ (del Tłı̨chǫ, "lugar de Mbehcho"), oficialmente el Gobierno de la Comunidad Tłıchǫ de Behchokǫ, es una comunidad en la región Slave del Norte de los Territorios del Noroeste, Canadá. Behchokǫ está situado en la carretera de Yellowknife (carretera Great Slave), en el extremo noroeste del Gran Lago del Esclavo, a unos 80 kilómetros (50 millas) al noroeste de Yellowknife.

## Historia
Después de 1790, un puesto de operaciones se estableció en la zona. La capacidad de los Yellowknives para obtener armas de fuego les permitió controlar el comercio y áreas de caza que rodean el Gran Lago del Esclavo durante treinta años. Históricamente, la Tłıchǫ y los Yellowknives han peleado. Alrededor de 1823, Edzo, el líder Tłıchǫ y Akaitcho, el líder Yellownive hicieron las paces. Posteriormente, los Tłıchǫ han regresado a sus territorios de caza tradicionales.